# Viking Smeds
Karl Viking Smeds, född 27 november 1933 i Borgå, är en finländsk tenorsångare. 
Smeds avlade socionomexamen 1957 och var 1957–1965 kassör vid Stockfors bruk, blev 1965 kontorschef och 1978 administrativ chef vid sparbanken i Borgå, där han var administrativ direktör 1987–1992. Han har studerat sång för Jorma Huttunen vid Kotka musikinstitut och för Antti Koskinen samt i Stockholm och Wien. Smeds har framträtt som tenorsolist i oratorier och kantater, gett egna konserter och gjort skivinspelningar. Han har vidare blivit känd genom medverkan i talrika radioprogram.